# Vienne (rivier)
De Vienne is met een lengte van 372 km de belangrijkste zijrivier van de Loire.
Ze ontspringt op 920 meter hoogte in het departement Corrèze (Nouvelle-Aquitaine) en geeft dan achtereenvolgens haar naam aan twee departementen, de Haute-Vienne (Nouvelle-Aquitaine) en de Vienne (Nouvelle-Aquitaine). Zij stroomt ook nog een stukje in het departement van de Charente (Nouvelle-Aquitaine), en bij Candes-Saint-Martin in het departement Indre-et-Loire (Centre-Val de Loire) mondt zij uit in de Loire.
De voornaamste zijrivieren zijn de Creuse, de Thaurion of Taurion, de Briance en de Clain. Steden langs de rivier zijn Limoges, Confolens, L'Isle-Jourdain, Chauvigny, Châtellerault en Chinon.